# 東京盲唖学校

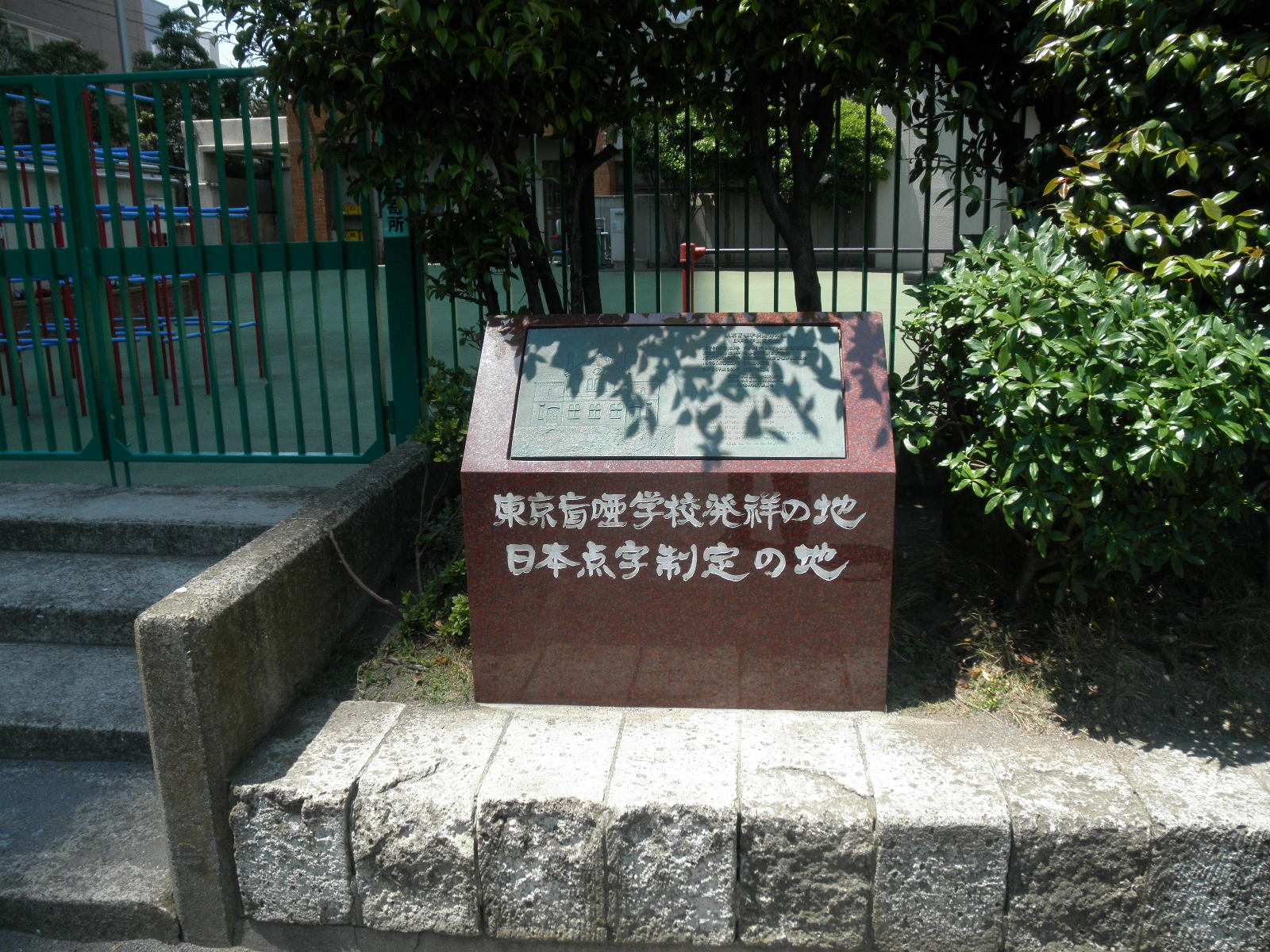
「東京盲唖学校発祥の地」碑（東京都中央区築地四丁目市場橋公園内）

東京盲唖学校（とうきょうもうあがっこう）は、明治後期の日本に存在した官立の盲教育・聾唖教育機関。現在の筑波大学附属視覚特別支援学校、同聴覚特別支援学校の前身に当たる。1888年（明治21年）、文部省直轄の訓盲唖院を改称して設立された。1909年（明治42年）に盲教育部門が東京盲学校として独立したため、その翌年に東京聾唖学校と改称された。

## 沿革
1875年（明治8年）5月に、古川正雄・津田仙・中村正直・岸田吟香・ボルシャルト・ヘンリー・フォールズの6人が集まって盲人教育の必要について話し合い、盲人学校を設立するための主体として「楽善会」を発足させることを決めた。翌年、前島密・小松彰・杉浦譲・山尾庸三が加わっている。翌1876年に楽善会訓盲院の設立認可が下り、皇室より3000円が下賜された。校舎は築地3丁目、約4783坪だった。1879年（明治12年）12月、総面積約100坪、総レンガ造りの2階建てで室内は総漆喰塗りの校舎が落成し、1880年に授業が開始された。
1884年（明治17年）、当時の日本では盲人だけでなく聾唖者の教育も行おうという観点から聾唖者も受け入れることとなり名称も訓盲唖院と改称した。1886年には楽善会から文部省に移管されて官立学校となり、1888年（明治21年）に東京盲唖学校と改称された。1890年（明治23年）に校舎が小石川区指ヶ谷町に移転。1909年（明治42年）、盲唖分離が実現して東京盲学校が設立され、東京盲唖学校は翌年に東京聾唖学校と改称された。東京盲学校は1910年に雑司ヶ谷の現在地（東京都文京区目白台3丁目27番6号）に移転。東京聾唖学校は太平洋戦争中に戦災で指ヶ谷校舎を失い、1946年に千葉県市川市国府台に移転した。
戦後の学制改革では、国立の学校数を減らすことが意図され、東京盲学校と東京聾唖学校は東京教育大学の附属学校の一つとなり、東京教育大学教育学部特設教員養成部（師範科の後身）・同附属盲学校、東京教育大学附属聾学校となった。その後、筑波大学の設立に伴い1978年に盲学校が筑波大学附属盲学校に、聾学校が筑波大学附属聾学校に名称を変更。さらに2007年には従来の「特殊教育」といった呼称などを廃し「特別支援学校」の名を冠する文部省の方針から、筑波大学附属視覚特別支援学校および筑波大学附属聴覚特別支援学校に名称が変更されている。

## 校長
- （兼）伊沢修二：不詳 - 1890年9月10日
- （兼・事務取扱）服部一三：1890年9月10日 - 10月11日
- （兼・心得）小西信八：1890年10月11日 - 1893年9月11日
- 小西信八：1893年9月11日 - 1896年12月15日
- （兼）小西信八：1896年12月15日 -

## 出身者
- 高増径草（日本画家） - 広島原爆投下直後に最初期の原爆画を描いた人物
- 辻本繁（聾唖教育者） - 北海道立室蘭聾学校の初代校長
- 横尾義智（政治家） - 新潟県東頸城郡小黒村長、ろう者では日本初の村長